# Ole-Jacob Hoff
Ole-Jacob Hoff (7 de abril de 1928 — 6 de marzo de 2003), fue un economista, autor, editor y académico noruego. Ole-Jacob Hoff, hijo de un colega economista y autor, Trygve Hoff, también se desempeñó como editor de la influyente revista económica en idioma noruego Farmand hasta 1989. Se graduó de la Universidad de Harvard y fue un influyente crítico y orador social y político.

## Carrera
Ole Jacob Hoff asumió el cargo de editor de Farmand después de la muerte de su padre y permaneció en este puesto durante seis años (1983-1989). A través de esta publicación, Hoff promovió soluciones y perspectivas liberales en la sociedad. Al igual que su predecesor, Hoff también fue miembro de la Sociedad Mont Pelerin y un orador frecuente en varias de las reuniones de la sociedad. Hoff fue un homenajeado en el Cuadro de Honor de Autores de la Fundación para la Educación Económica por The Freeman, 1956-1996. Fue profesor y académico adjunto en el  Instituto Ludwig von Mises. También fue miembro anterior del consejo editorial de la Review of Austrian Economics.

## Opiniones
Hoff es un ferviente creyente de la filosofía de la libertad y las ideas económicas de libre mercado de Leonard Read, el fundador de la Fundación para la Educación Económica (FEE), un paradigma claramente pionero en Estados Unidos. A sus ideas las califica de anarcocapitalistas.

## Publicaciones
- The Myth of Scandinavia's ‘Model Welfare State’ (artículo de revista)[10]
- Little Hope for Markets in the USSR (artículo de revista)[11]
- Politics is Other People's Money (artículo)[12]
- Tales from the Public Sector (artículo de revista)[13]
- Socialism at the Crossroads (artículo de revista)[14]
- Which Way Norway (artículo de revista)[15]
- Scandinavia: Quiet Revolution (artículo de revista)[16]